# Xã Dry Run, Quận Dallas, Arkansas
Xã Dry Run (tiếng Anh: Dry Run Township) là một xã thuộc quận Dallas, tiểu bang Arkansas, Hoa Kỳ. Năm 2010, dân số của xã này là 379 người.